# 殿がくる!
『殿がくる!』（とのがくる!）は、福田政雄による日本のライトノベル。イラストは相楽ヒロカズが担当。第3回スーパーダッシュ小説新人賞佳作受賞作。スーパーダッシュ文庫（集英社）より2004年8月から2005年6月まで刊行された。

## あらすじ
普通の高校生・丹羽新一郎は学校で、バイトで不調な日々を送っていた。そのうえ追い討ちをかけられるようにカツアゲに遭ってしまう。そんな時、400年のときを越え戦国の大将軍・織田信長が現れる。

## 登場人物
丹羽 新一郎（にわ しんいちろう）
平凡などこにでもいる高校生。気弱で優柔不断ないじめられっ子タイプ。彼の家である丹羽家は織田家の家老であった丹羽長秀の末裔であり、一族の人たちは目の前の現実をあっさり受け入れてしまう柔軟性を持っている。信長の小姓にされてしまう。
織田 信長（おだ のぶなが）
日本史上でも有名な戦国大名。通称は殿、織田の大殿。1581年からタイムスリップして現代にやってきた。戦国武将としての視点から現代日本で大暴れする。ギャンブルも強く、170万円の元手を十数億円に増やして六本木ヒルズに居住する。勉強家でもあり、現代の技術、政治や国際情勢など幅広い知識を短期間で習得し、すぐに現代社会になじんでしまう。自動車の免許を取り、革ジャンを着て都内を愛車のカウンタックで爆走するその姿ははた目から見ればただのファンキーなチョイ悪親父である。武術もさることながら豪胆な性格もかなりのもので日本国総理大臣を殺害して現代日本で天下を取ろうとしたこともある。一人称は「信長」だが、たまに「わし」にもなる。
内藤 理緒（ないとう りお）
代議士の父を持つ新一郎のクラスメイト。男勝りの武闘派で初対面の信長と一戦を交えたこともある。信長に翻弄される者の一人。勝手に信長の腰元に任命される。一人称は俺。信長を「オッサン」呼ばわりできる唯一の存在。
風間 修平（かざま しゅうへい）
森本学園新聞部員。頭が切れ、情報収集能力も高く、信長の軍師的存在。
森蘭丸
信長の寵愛を受けた小姓。信長には「蘭」「お蘭」と呼ばれる美少年若侍。本能寺の変のときに信長の2度目のタイムスリップで一緒についてきた。同じく小姓出身であった丹羽長秀の末裔である新一郎に対し信長に次ぐ敬意を払っている。現代においてもかなりもてるほどの美貌で、京都の時代劇村で女性から黄色い声を浴びるほどである。しかし、若いと言っても武人特有の重みのある気迫は持ち合わせており、怒ると鬼のようなすごい形相になる。気配を消すことも出来るため、神出鬼没である。
石崎勘太郎
日本屈指の財閥「四菱グループ」の総帥で、現代の京都にやってきた信長を窮地に追い込んだ。その正体は坂本龍馬の子孫でさらに元をたどれば明智一族の末裔である。信長に自分の財閥を譲り、中国･インドに経済的に対抗しようと考えていたが信長に一喝され考えを改める。
細間一清
日本国法務大臣。日本の政治家の中で信長の息のかかった人物。政界ではかなりの大物のベテラン議員で、老練な政治家でもある。しかし、信長に対しては敬語で、完全に家臣の一人になっている。
中森俊太郎
元日本国内閣総理大臣。アメリカ追随型の外交で、日本をアメリカに合併と言う形で売り渡し、自らの地位を保身しようとした売国奴である。これに反対した内藤の父を殺害しようとした。信長によって全ての真相をテレビで暴かれ、失脚する。

## 既刊一覧
- 福田政雄（著） / 相楽ヒロカズ（イラスト）、集英社〈スーパーダッシュ文庫〉、全3巻
  - 『殿がくる!』2004年8月25日発売[3]、ISBN 4-08-630201-2
  - 『殿がくる! 〜京都は燃えているか〜』2004年11月25日発売[4]、ISBN 4-08-630213-6
  - 『殿がくる! 〜ニッポン最後の日!?〜』2005年6月24日発売[5]、ISBN 4-08-630238-1